# Zoológico de Buenos Aires
El zoológico de Buenos Aires fue un zoológico argentino que funcionó en un terreno ubicado en Las Heras y Sarmiento, en el barrio de Palermo (Comuna 14), en Buenos Aires. Luego de su cierre definitivo en 2016, el sitio se convirtió en el Ecoparque de Buenos Aires.
Fue inaugurado en febrero de 1888 y poseía una superficie de 18 hectáreas. En 2015, albergaba 2.000 especies entre ellas 89 especies de mamíferos, 49 especies de reptiles y 175 especies de aves, y sumaba un total de más de 2.500 animales. En las instalaciones se podían contemplar diferentes especies como osos hormigueros, osos pardos, bisontes, antílopes, hipopótamos, pumas, canguros, leones, camellos, jirafas, rinocerontes, orangutanes, avestruces, cebras, hienas y ciervos.
El 23 de junio de 2016, el Jefe de Gobierno de la Ciudad Autónoma de Buenos Aires, Horacio Rodríguez Larreta anunció su transformación en un ecoparque. En 2017, diferentes ONG denunciaron el mal estado de los animales, problemas edilicios y abandono. Durante el primer trimestre de ese año dos lobos marinos murieron durante las vacaciones, con tres días de diferencia. La Organización SinZoo denunció que uno falleció por estrés y agotamiento, luego de realizar 15 shows en un día (espectáculo circense con animales prohibido por ley 1446), y el otro por hiperingesta tras ser sobre-alimentado por la gente. También causó controversia la muerte de las crías de jirafa Lara y Esperanza, y el escape de dos maras, de las cuales una de ellas murió atropellada por un colectivo.

## Historia

### Primer zoológico
El presidente Domingo Faustino Sarmiento decidió en 1872 transformar en un parque con una sección zoológica las 600 hectáreas de bañados y juncales que habían sido expropiadas a Juan Manuel de Rosas en 1852. En 1874 el entonces presidente Nicolás Avellaneda nombró una comisión presidida por Sarmiento para la creación del Parque 3 de Febrero, inaugurado el 11 de noviembre de 1875 con una sección zoológica-botánica ubicada en las actuales avenidas del Libertador, Figueroa Alcorta, Sarmiento e Intendente Casares.
La ley 658 que establecía la creación del parque indicaba: "La fauna argentina será representada por especies útiles y peculiares del país, además de los animales de otros
países que se procurará adquirir para su aclimatación". El primer zoológico porteño fue proyectado por lngenieros A. Methfessel y J. Wyosocki, se inauguró con tres cisnes, un yaguareté, un hurón y tres guanacos, y llegó a contar con 729 ejemplares.

### Traslado y primera gestión
El predio (donde hoy se encuentran la Plaza Sicilia y el Jardín Japonés) fue propiedad del Estado Nacional hasta que el 26 de junio de 1888 fue transferido por el intendente Antonio Crespo al ámbito municipal, quien ordenó su traslado del otro lado de Avenida del Libertador (entre las avenidas Las Heras, Sarmiento y la calle República de la India), donde el zoológico se asentaría definitivamente. Se inauguró el 30 de octubre de 1888 con Eduardo Ladislao Holmberg como director, tras desmalezar el terreno, rellenarlo con tierra, expropiar un club de tiro a la paloma que se encontraba al sur de los terrenos y desviar las vías del ferrocarril que cruzaban el terreno.
En 1889 se compró una remesa de animales salvajes al zoológico Hagenbeck, de Hamburgo, que incluyó una pareja de elefantes asiáticos, un hipopótamo, dos osos polares, dos osos negros, un oso malayo, camellos, ciervos wapití, una pantera negra, dos hienas rayadas, dos leopardos y cuatro leones. El primer censo del zoológico, realizado en 1892, arrojó un total de 489 mamíferos, 691 aves y algunos reptiles, de 690 especies.
El 15 de enero de 1893 se lanzó la primera publicación del zoológico, la "Revista del Jardín Zoológico de Buenos Aires", con artículos de Florentino Ameghino, Carlos Spegazzini, Juan Bautista Ambrosetti, Enrique Lynch Arribálzaga y el propio director, quien escribió:

«Un Jardín Zoológico es una institución científica (...) Un Jardín Zoológico no es un lujo, no es una ostentación vanidosa y superflua, es un complemento amable y severo de las leyes nacionales relativas á la instrucción pública (...) El Jardín Zoológico de Buenos Ayres, tal como el Director lo comprende, no será solamente una exhibición de animales, será algo más».
Eduardo Holmberg, Revista del Jardín Zoológico de Buenos Aires (1893)

Holmberg resolvió que cada animal habitaría una construcción acorde a su lugar de origen. Así, en 1897 se inauguró un pabellón gótico para los osos, y en los años siguientes se construirían un templo hindú para los elefantes, una pagoda japonesa para los ciervos orientales, un palacete ruso, un pabellón musulmán, un chalet suizo para los ciervos, un pabellón árabe, un castillo alemán, el pabellón morisco donado por el gobierno español y el "Castillo de Fieras".

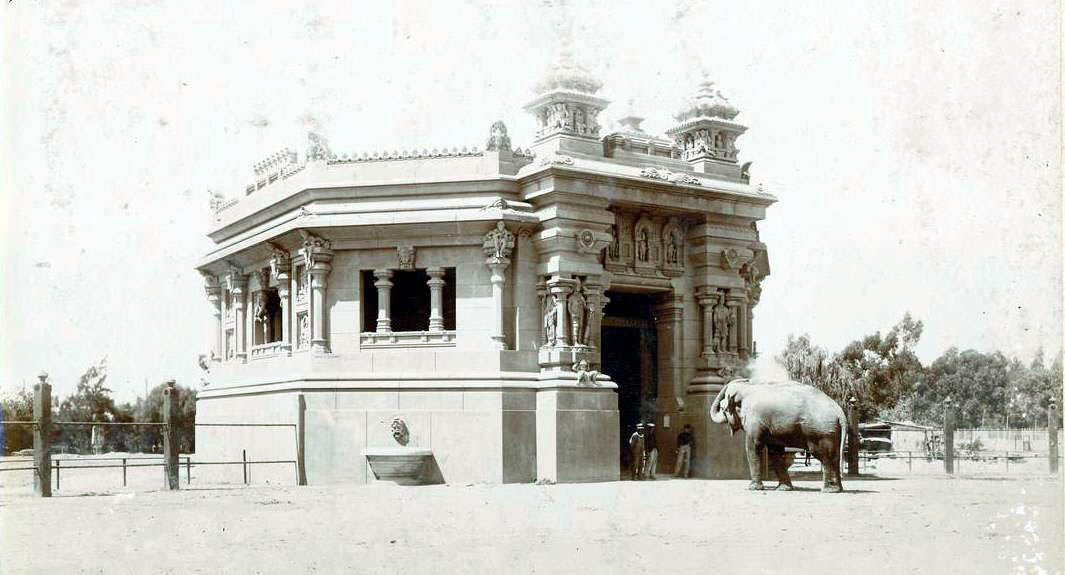
El Palacio de los Elefantes, réplica de un templo hindú.
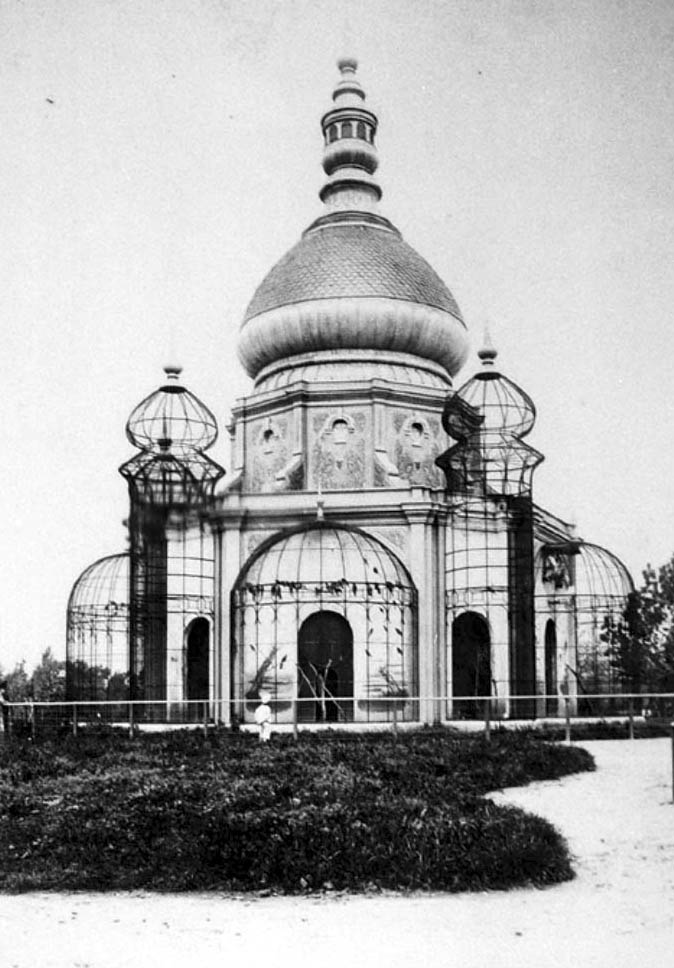
El pabellón morisco.
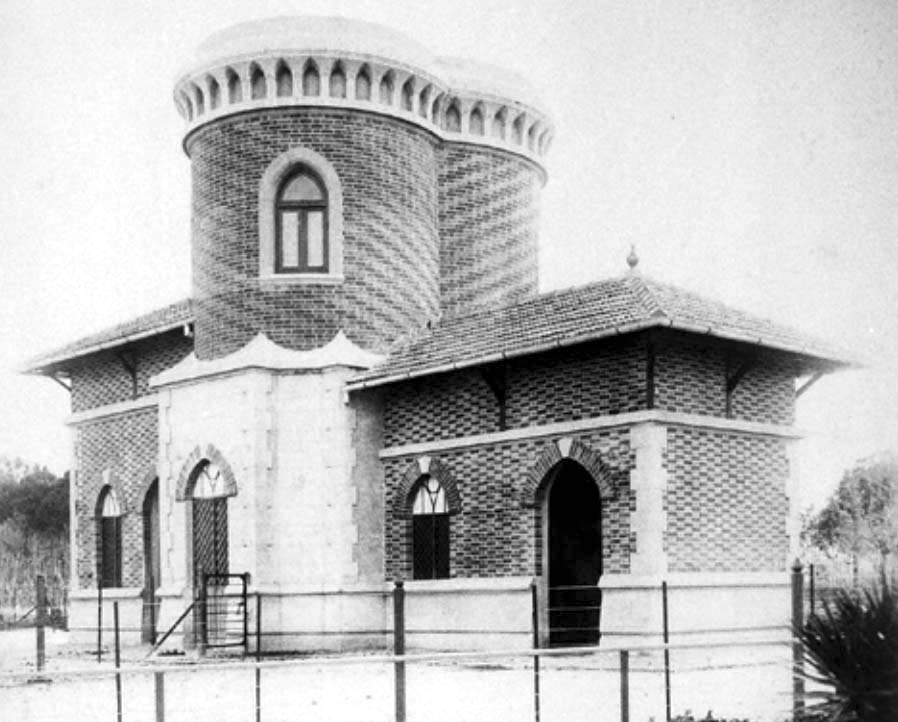
Palacete ruso.
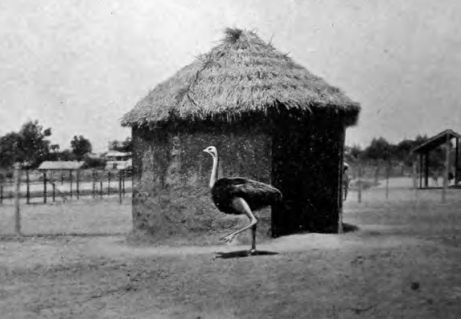
Choza africana.

En el año 1900 se instaló en el zoológico la obra El eco, de la escultora Lola Mora. En 1902 Lucio Correa Morales construyó el Arco Triunfal de Tito (inspirado en el Arco de Tito del imperio romano) en el acceso al zoológico y también se erigió el templo hindú para albergar a los elefantes.

### Gestión del segundo director
Tras la remoción de Holmberg como director, en 1904 el presidente Julio Argentino Roca nombró en su reemplazo a Clemente Onelli, quien estuvo al frente del zoológico hasta su muerte, en 1924. Onelli impulsó un zoológico más recreativo, con la inauguración de una confitería, la colocación de estatuas de estilo grecorromano, la implementación de un tren que recorría las instalaciones, la puesta en funcionamiento de atracciones infantiles (como un teatro de títeres, carros infantiles tirados por ponis y paseos a lomo de camellos), y la liberación de los pavos reales para que recorrieran libremente el recinto. Durante su gestión, en 1904, nació Victoria Phua Porteña, el primer elefante nacido vivo en un zoológico.
1907 fue el primer año en que la cantidad de visitantes superó el millón, más del doble de los visitantes que se registraron en 1904, cuando asumió Onelli.
En 1908 se celebró el primer Día del Animal en Argentina, aunque los festejos del 29 de abril (fecha instaurada por el presidente de la Sociedad Protectora de los Animales, Ignacio Lucas Albarracín) debieron posponerse por lluvias para el 2 de mayo. Asistieron unas 50.000 personas, entre ellas 15.000 alumnos de escuelas porteñas y el presidente José Figueroa Alcorta.

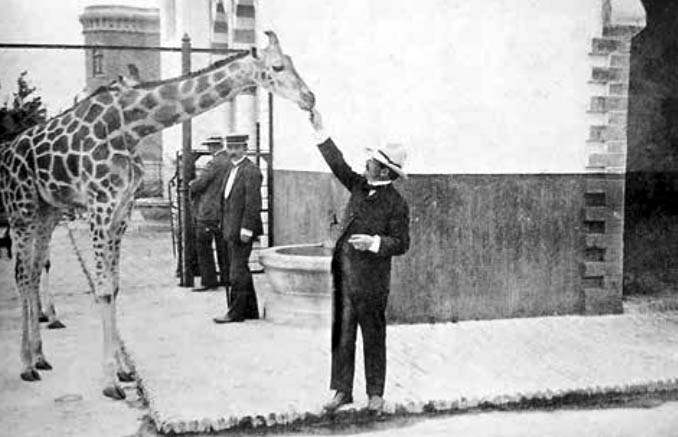
Onelli con la jirafa Mimi.

En 1912 llegó de Senegal una jirafa (llamada Mimí), que fue trasladada a pie por el director Onelli desde el puerto hasta el zoológico. El censo de ese año reveló que había 4171 ejemplares (927 mamíferos, 3068 aves y 176 reptiles). En 1914 fueron liberadas dentro del zoológico las maras, que pasaron de mostrar una baja tasa de natalidad a tener una prolífica descendencia.

### Décadas de 1930, 1940 y 1950
En 1937, durante la dirección de Adolfo María Holmberg, se inauguró el Instituto Municipal de Biología y se abrió al público la biblioteca del Jardín Zoológico, que ya contaba con más de 10.000 volúmenes.
Ya desde la gestión del primer director la intención era dotar a los animales de mayor libertad, lo cual paulatinamente se fue realizando con distintas especies: luego de que permitieron a los pavos reales y las maras desplazarse dentro de los límites del zoológico, los monos caí fueron liberados en las islas del Lago Azara, se cavaron fosos y se retiraron barrotes de los recintos de jirafas, cebras, antílopes y ciervos, y en 1941 comenzó a excavarse la leonera con foso (que recién se inauguraría en junio de 1944).

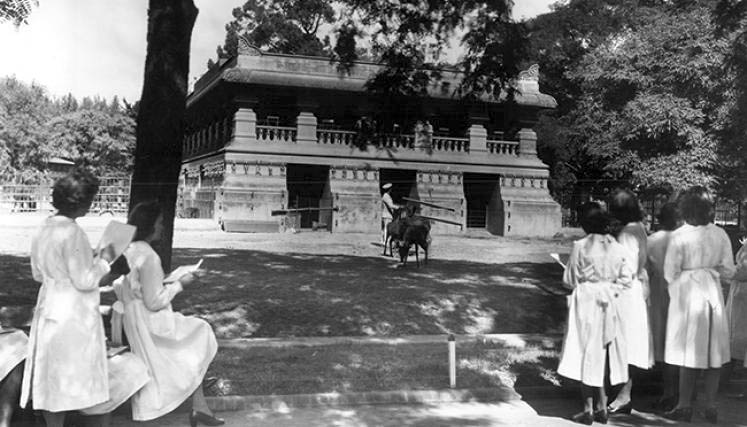
Estudiantes frente al templo hindú, circa 1930.

Comenzaron a realizarse en 1942 paseos infantiles a lomo de elefante con la hembra africana Canga. El 19 de mayo del año siguiente, el elefante asiático Dalia sufrió una crisis de must (un aumento repentino en los niveles de testosterona) y, cuando se mostró agresivo e intentó escapar de su recinto, fue matado a balazos por oficiales del cuartel de Policía que habían sido alertados acerca del episodio.
A partir de 1943 se sucedieron numerosos directores en el zoológico, entre ellos Mario Avelino Perón (hermano del entonces presidente Juan Domingo Perón), quien estuvo al frente de la institución desde 1946 y vivió en el zoológico (al igual que lo habían hecho Holmberg y Onelli) hasta su fallecimiento, en 1955.

### Décadas de 1960, 1970 y 1980
El censo de 1962 arrojó un total de 1700 animales en el zoológico porteño, lo que representa un descenso de aproximadamente un 60 por ciento de la población en medio siglo.
Ante los recortes presupuestarios y su creciente impacto en el mantenimiento de las instalaciones y de los animales, en 1969 se creó la Asociación Cooperadora Amigos del Jardín Zoológico de la Ciudad de Buenos Aires. A inicios de la década de 1970 muchos ejemplares sufrieron problemas por mala alimentación. En 1973 murieron 25 animales en cinco días y se especuló con la posibilidad de envenenamiento, una enfermedad contagiosa (carbunco) o alimentación en mal estado; el zoológico cerró por un mes entre enero y febrero, pero nunca se aclararon esos fallecimientos. Ese año fue el de mayor mortandad en el zoológico: murió aproximadamente el 30 por ciento de sus ejemplares.
Pese a sus esfuerzos y logros, la Asociación Cooperadora fue declarada "obsoleta e inoperante" y se disolvió por decreto el 28 de diciembre de 1978.
El zoológico fue clausurado desde fines de noviembre de 1983 al 4 de enero de 1984 tras la denuncia de un visitante por la presencia de restos de animales muertos.
En 1985, una pareja osos pardos que había sido sacada clandestinamente del Zoo fue muerta a tiros en la localidad bonaerense de Domselaar.

### Privatización y cierre
En 1989, el productor televisivo Gerardo Sofovich fue designado coordinador del zoológico, se anunció un plan de privatización y se nombró director al veterinario José Enrique Romero (conocido por sus apariciones televisivas como Dr. Romero). Ese año se desmanteló la biblioteca del Jardín Zoológico y casi veinte después se recuperaron unos 7000 libros (de los 12.000 desaparecidos) en mal estado de conservación, ya que habían quedado en un depósito del Teatro Los Andes, en Chacarita.

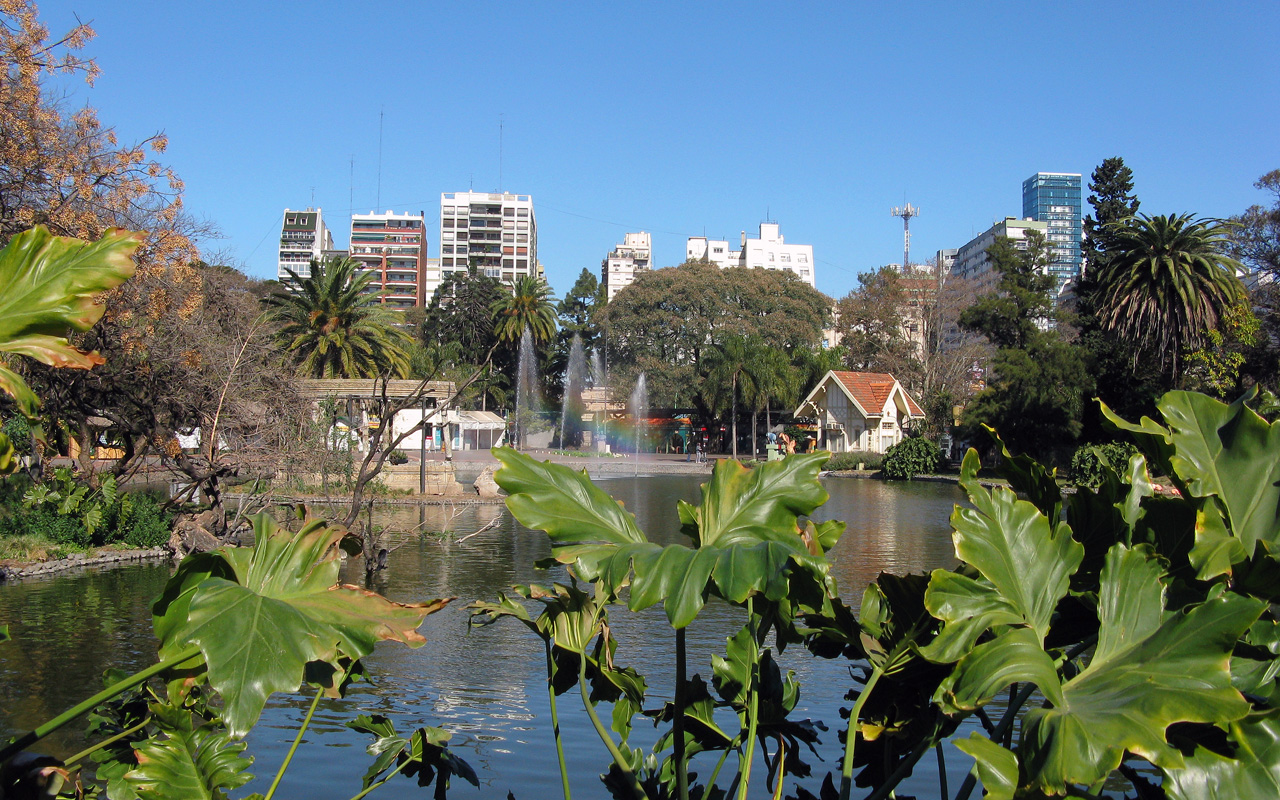

El 8 de noviembre de 1990 se anunció la concesión por 20 años a la empresa Zoo-Botánico 2000, de la cual Sofovich era uno de los principales accionistas, junto a su hermano Hugo Sofovich. Luego la concesión fue vendida al empresario Daniel Grinbank, quien comenzó su gestión en sociedad con Corporación Interamericana de Entretenimiento (CIE), empresa a la que luego le vendió su parte.
En 1991 llegó al zoológico un ejemplar de panda rojo, que falleció por hepatitis el 26 de febrero de 1992.
El 24 de marzo de 1992, un chimpancé de 1,40 metros de altura (llamado Martín, que había llegado en 1978 del circo de Jorge Cutini) rompió un barrote y escapó del zoológico, provocando un choque en cadena de cuatro autos en la avenida Sarmiento. Fue capturado con dardos anestésicos cuando había trepado a un árbol frente a la embajada de Estados Unidos. Martín volvió a escapar dos años después y también fue rápidamente capturado por los guardias.
En mayo de 1997 el conjunto edilicio paisajístico —ambiental y artístico— ornamental conformado por el jardín zoológico fue declarado Monumento Histórico Nacional por constituir "un paseo único en su tipo, que presenta a las distintas especies rodeadas de los estilos arquitectónicos de sus lugares de origen". El decreto del Poder Ejecutivo Nacional también destaca las esculturas de Emilio Canovas, Emilio Sarguinet y Lola Mora.
En 2012 se extendió la concesión. Asumió como director Claudio Bertonatti con la propuesta de "transformar el zoológico en un centro de conservación de la naturaleza y de educación ambiental", pero renunció al año siguiente con fuertes críticas a la empresa concesionaria y denuncias de presiones.
A fines de 2014 la justicia argentina, en un fallo inédito a nivel mundial, autorizó un habeas corpus para liberar a un orangután hembra (llamada Sandra), considerándola "sujeto no humano". Fue trasladada al Center for Great Apes, en Wauchula (Florida), en noviembre de 2019.
Desde entonces, se sucedieron denuncias por irregularidades, falta de insumos, animales enfermos e instalaciones añejas y defectuosas. En 2015 murieron dos lobos marinos con tres días de diferencia, y la ONG SinZoo denunció que uno falleció por estrés tras realizar quince espectáculos en un día, y el otro por hiperingesta tras ser alimentado por la gente. Una coalición de numerosas ONG denunció que el objetivo de la concesión era reconvertir el zoológico en un "centro comercial y patio de comidas al aire libre".
El director del zoológico Gabriel Aguado fue denunciado en 2015 por integrar una red de tráfico ilegal de especies amenazadas.

### Reconversión en Ecoparque
El jefe de Gobierno porteño Horacio Rodríguez Larreta anunció el 23 de junio de 2016 el cierre del zoológico y su transformación en Ecoparque, que presentaba como objetivos el cuidado de la fauna autóctona y la lucha contra el tráfico de animales, la pérdida de hábitats y el cambio climático. La Agencia de Protección Ambiental (APRA) del Gobierno de la Ciudad y al Instituto de Zoonosis Luis Pasteur realizaron un censo, que reveló que quedaban 698 animales (5 invertebrados, 3 anfibios, 106 reptiles, 255 aves y 329 mamíferos).
Una coalición de ONG ambientalistas y conservacionistas (conformada por Fundación y Ambiente y Recursos Naturales/FARN, Fundación Vida Silvestre Argentina, Federación Veterinaria Argentina, Fundación Azara, Fundación Hábitat & Desarrollo, Consejo Profesional de Médicos Veterinarios, Wildlife Conservation Society, Fundación Biodiversidad Argentina, Fundación Temaikén, Universidad de Buenos Aires y otros) reclamó convertir el ex zoológico "en un moderno espacio para la conservación de la biodiversidad y la educación ambiental del siglo XXI", sostuvo que " el país no puede darse el lujo de prescindir de una de las pocas instituciones que tiene para ayudar a salvar sus especies amenazadas" y rechazó "el modelo de reconversión propuesto por la ciudad que implica el desguace de la institución".
Las ONG denunciaron desmanejos y urgencia por deshacerse de los ejemplares, que incluyeron la muerte de ciervos derivados a la Estación de Cría de Animales Silvestres (ECAS) y de decenas de peces carpas, que fallecieron al ser dejados sin oxigenación en pequeños recipientes. Según Adrián Giacchino, presidente de la Fundación Azara, "el grado de ignorancia y de desprecio por la vida animal ha superado todo límite ético". La Asociación de Funcionarios y Abogados por los Derechos de los Animales (AFADA) criticó la ausencia de "un plan de acción gradual y creíble para la reubicación de animales". Durante los traslados fallecieron la jirafa Lara, el orangután Max, el yaguareté Tango y algunos coipos, y desaparecieron tres antílopes negros.
El 7 de diciembre de 2016, se aprobó en la Legislatura de la Ciudad Autónoma de Buenos Aires la ley para la transformación  del zoológico en Ecoparque, con fuertes críticas de parte de diferentes organizaciones animalistas, que sostenían que la ley permitía trasladar a los animales a otros zoológicos del país o del exterior para darles las mismas condiciones de vida que tenían en el zoológico porteño. En septiembre de 2018 se aprobó la ley que permite concesionar por 20 años 15 edificios históricos del Ecoparque para el funcionamiento de emprendimientos comerciales.
En 2019 se presentaron denuncias penales por la muerte de numerosos animales que permanecían en el Ecoparque. El ex director del zoológico Claudio Bertonatti denunció ante la Unidad Fiscal Especializada en Materia Ambiental (UFEMA) por las condiciones del predio. Mientras tanto, el gobierno de Buenos Aires redujo la cantidad de personal; en las áreas de los rinocerontes y de las jirafas quedó un solo cuidador, donde poco después murieron el último rinoceronte y una de las dos jirafas.

## Arquitectura
Holmberg, primer director del zoológico, fue responsable del diseño de los recintos de los animales y realizaba bosquejos para cada espacio específico, con una arquitectura relacionada con el lugar de origen de cada ejemplar. El arquitecto Pierre Boucher, de la Oficina de Obras Públicas y destinado en 1892 a cumplir tareas en el zoológico, fue el encargado de traducir los bocetos de Holmberg a planos de arquitectura y de dirigir las obras. El segundo director del zoológico, Onelli, mandó a construir edificios más emparentados con el estilo romano y renacentista.
- Osos polares, negros y tibetano: provenientes de los bosques europeos, fueron alojados en un castillo de estilo gótico. Es un pabellón de planta cuadrada con cuatro torres poligonales, la fachada rematada con almenas, ventanales con arcos de ojiva y pilastras con capiteles. Es el pabellón más antiguo que quedó del zoológico.[60][9][61][62]

- Ciervos: entre 1900 y 1901 fueron construidos tres edificios de estilo pintoresquista, con reminiscencias medievales de estilo tudor o normando, para albergar a los ciervos. Uno de ellos se convirtió en el recinto de tapires, otro albergó tiempo después a un bisonte americano y el restante fue destinado a rinocerontes.[58][9]

- Ciervos japoneses: también erigido en 1900, es una pagoda típica de la arquitectura japonesa, que primero albergó a los ciervos japoneses y luego al panda rojo.[9]

- Monos, lémures y suricatas: el pabellón de estilo neoárabe fue creado en 1899 para los lémures pero luego fue el recinto de los monos araña y fue conocido como 'barrio de los monos'. También se albergaron monos en la Casa Egipcia, de 1899, construida en estilo neoegipcio, que más tarde se convirtió en el recinto de las suricatas.[58][9]

- Faisanes: fueron alojados en un edificio de 1901 de arquitectura oriental, similar a una pagoda. Luego trasladaron allí a monos y lémures.[9][61]

- Elefantes: estaban alojados en un templo hindú construido en 1904 por el arquitecto Virgilio Cestari, último edificio de la gestión de Holmberg, inspirado en el templo de la diosa Kamakshi de Tamil Nadu, India. Es de planta octogonal con una superficie interior de 232 m² y un corral de 1932 m². La fosa perimetral del corral fue realizada en 1968.[9]

- Cebúes: construido por Virgilio Cestari en 1901 y decorado por el escultor Lucio Correa Morales, es un edificio de dos plantas de forma rectangular inspirado en la arquitectura oriental. Más tarde fue el recinto para camélidos sudamericanos (vicuñas y llamas).[9][59]

- Hipopótamos: el Pabellón Quirguiz es de arquitectura oriental, que remite a los diseños mesopotámicos y de Asia Central. Los hipopótamos fueron removidos luego a un espacio acorde a sus necesidades y allí se instalaron los camélidos (camellos y dromedarios).[58][9]

- Jirafas, búfalos y cebras: también diseñado por Virgilio Cestari, está inspirado en la arquitectura islámica, con una fachada de pórticos con columnas y arcos de herradura.[9]

- Cebras, burros y rinocerontes: fueron alojados en el Pabellón Ruso, un diseño de inspiración medieval con una planta alargada y una doble torre central, y puertas y ventanas de arcos de forma ojival. Luego fue el hogar del hipopótamo pigmeo.[9][59]

- Avestruces y cabras de Angora: representando al África subsahariana, se los alojó en una cabaña tipo choza africana.[58]

- Canguros y antílopes: estaban en una choza de estilo grutesco, un volumen ciíndrico de dos plantas que recrea primitivas viviendas de madera y techo de paja.[9]

- Tapires: fueron alojados en una construcción de estilo grutesco de 1899, de un volumen único de planta poligonal, al que a mediados del Siglo XX se le añadió otra construcción menor. Años después fue destinado a los hipopótamos.[9]

- Loros: el Pabellón de los Loros es un edificio de planta poligonal con una cúpula acebollada y una fuente de mayólicas en su patio interior, de inspiración morisca. Fue donado por el gobierno español en 1899 y terminado en 1901. Más tarde fue el recinto de los monos sudamericanos.[9][59]

- Aves rapaces: estaban alojadas en un recinto inspirado en la arquitectura árabe de planta octogonal construido en 1901, con ocho caras en su fachada ornamentadas con molduras y arcos de herradura. Luego se adaptó para albergar felinos chicos.[9]

- Cóndores: en 1904, el director Onelli pidió trasladar al zoológico una estructura reticulada de perfiles de acero (que había sido usada con guirnaldas de luces en la Plaza de Mayo) para albergar a los cóndores. También vivieron allí caranchos, águilas y gamuzas.[9]

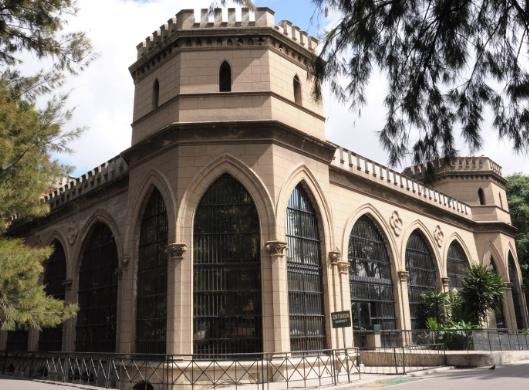
La Casa de los Osos, de líneas neogóticas, construida en 1897. Es el pabellón más antiguo.
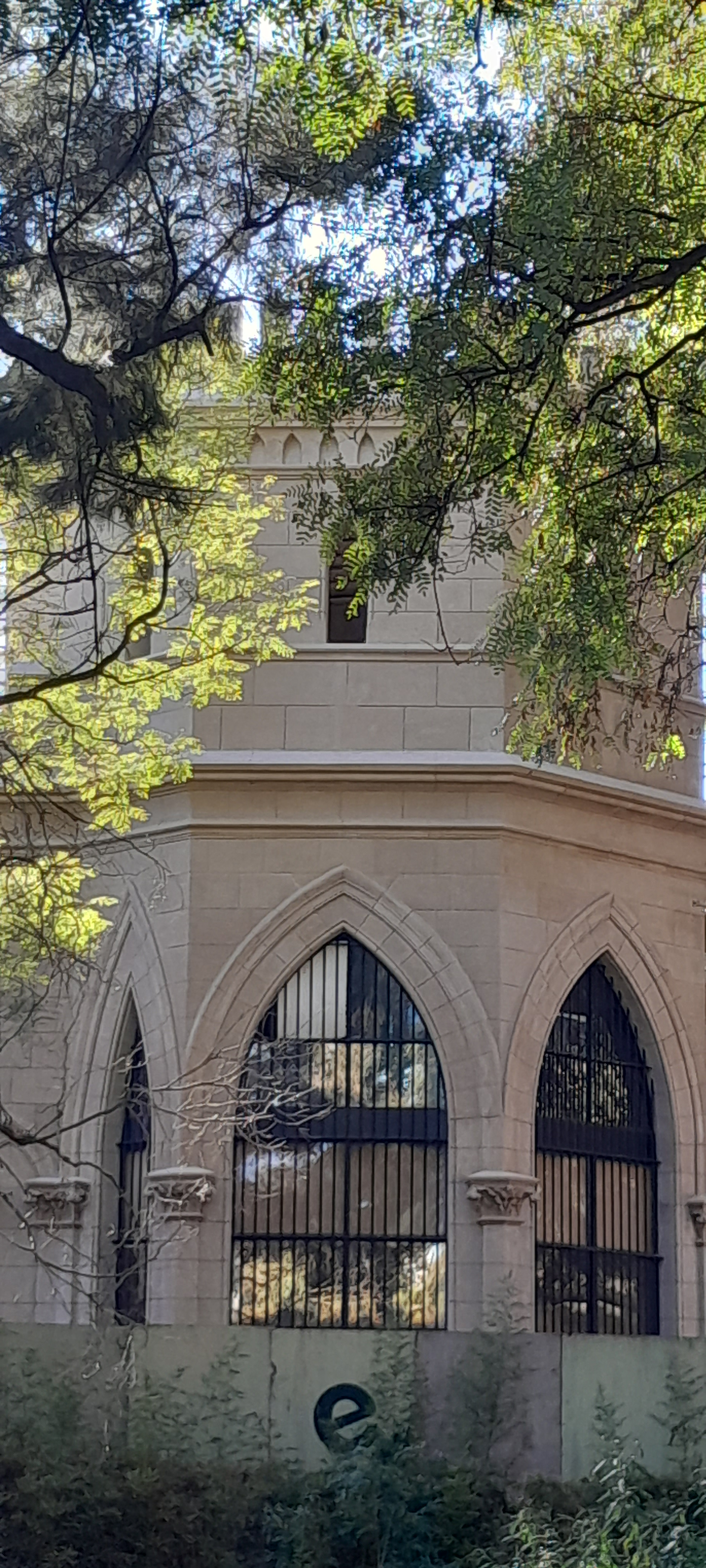
Ventanas del recinto de osos con forma de arco apuntado.
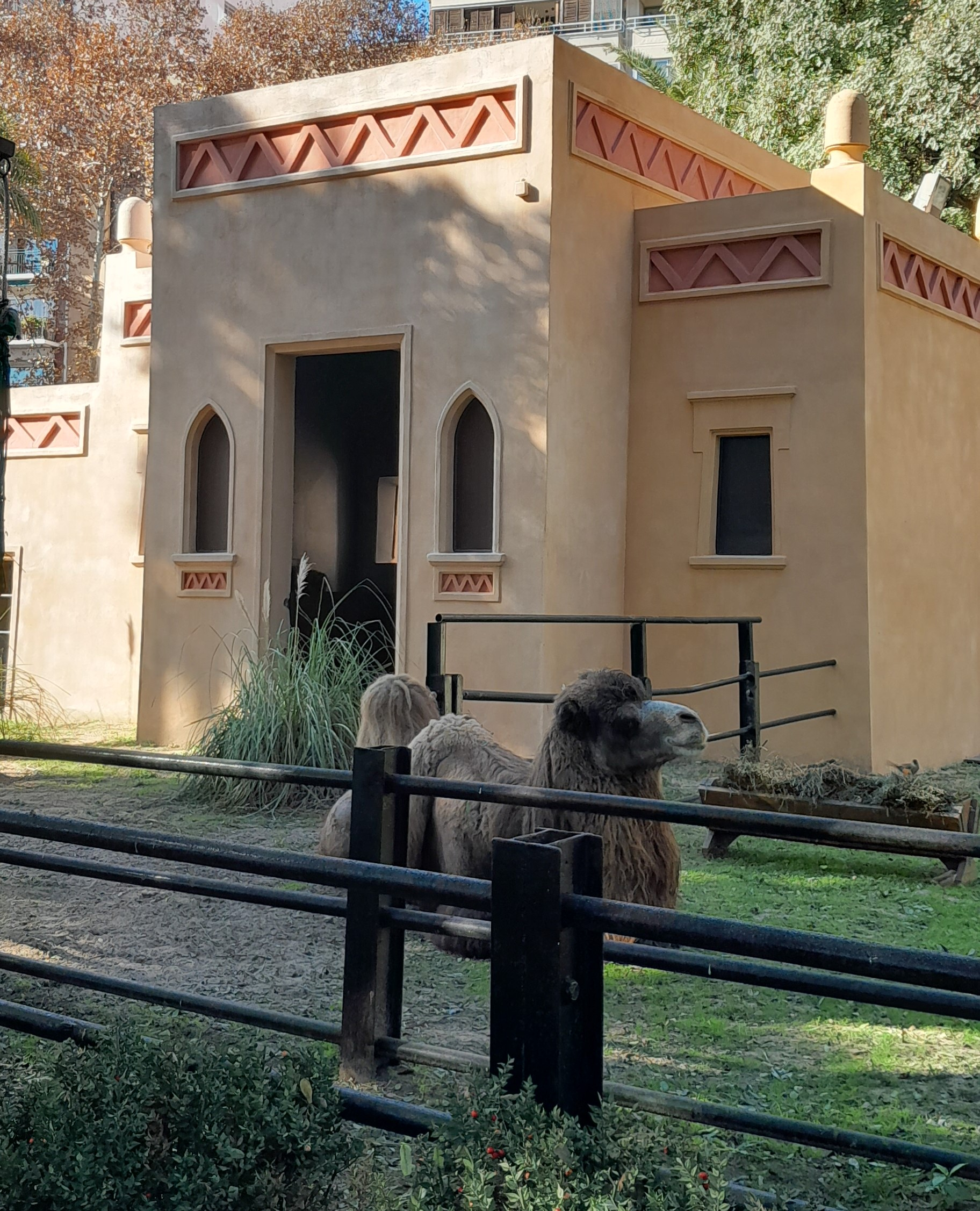
Recinto de los camellos.
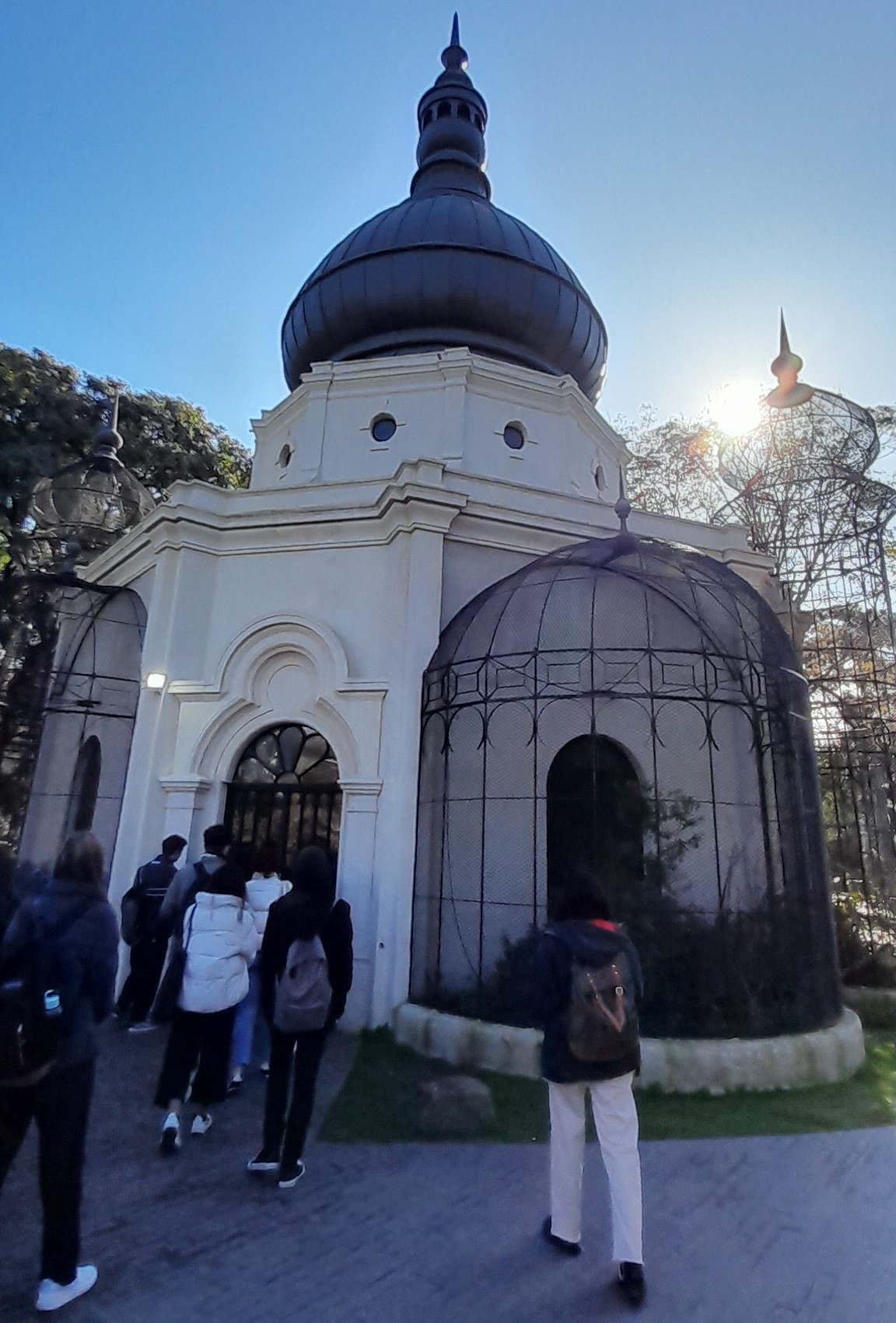
Recinto de los loros, con su cúpula acebollada.
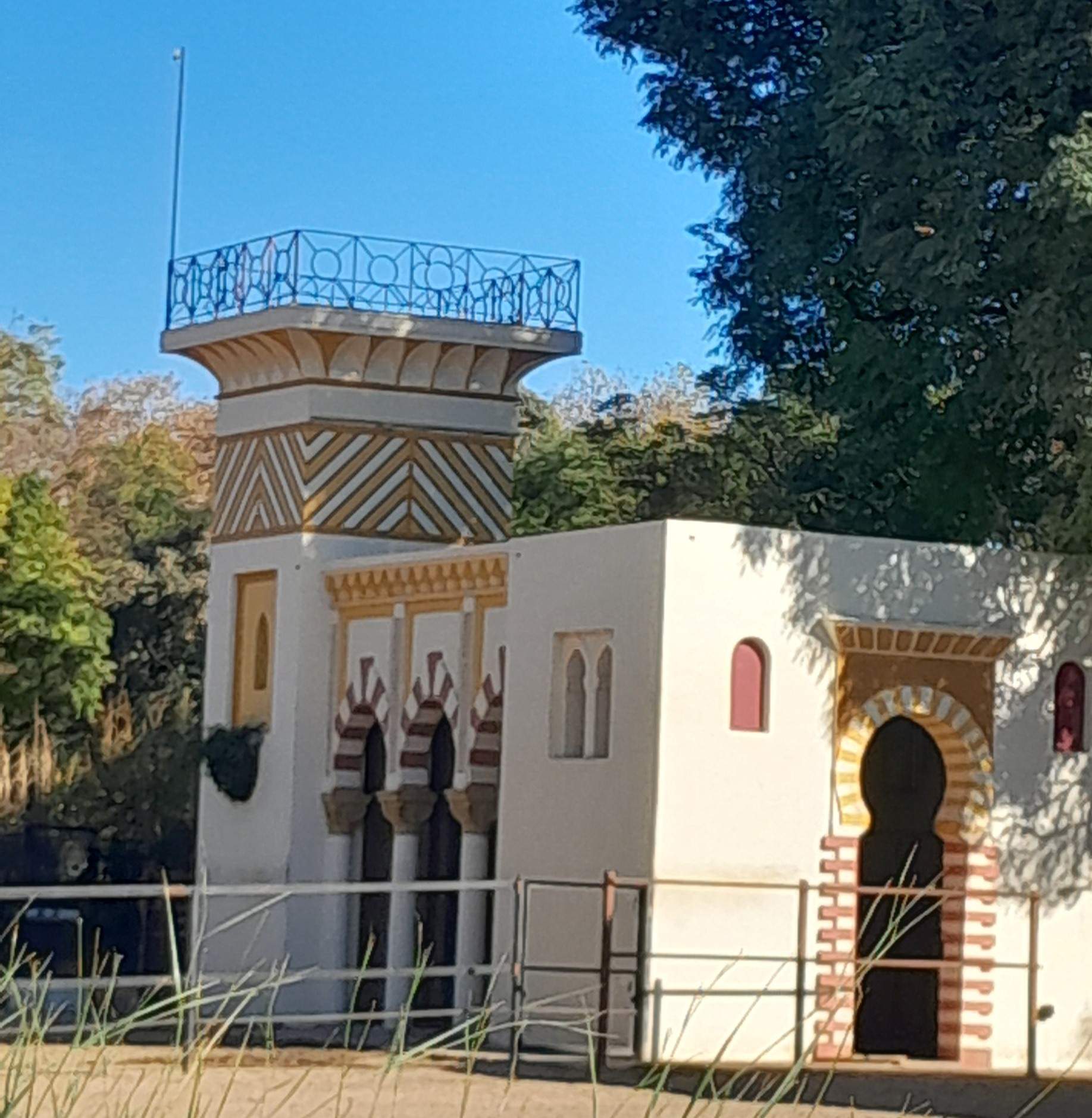
Recinto de jirafas.
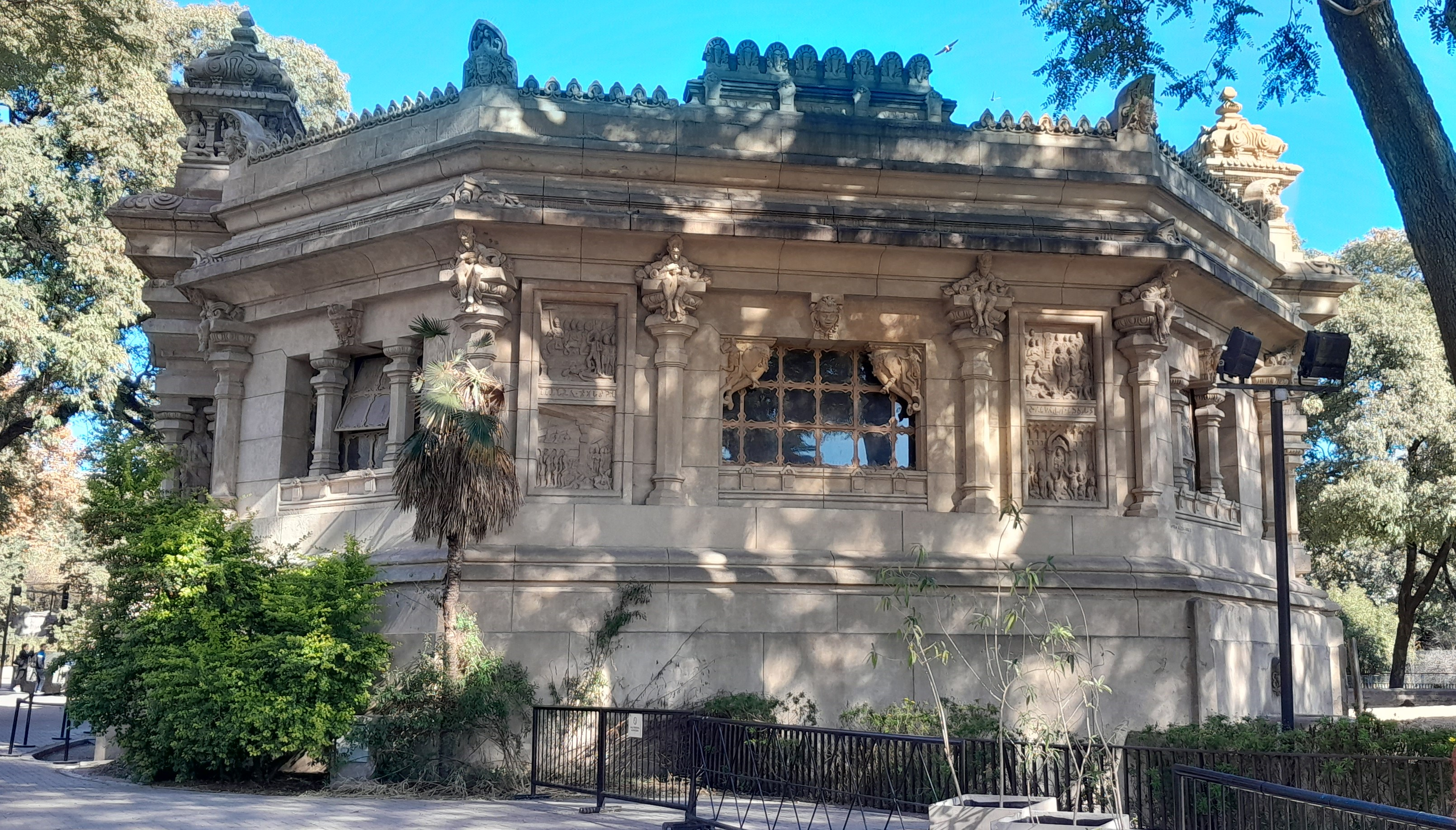
Recinto de los Elefantes, con referencia a monumentos religiosos de la India .

### La Casa de los Leones

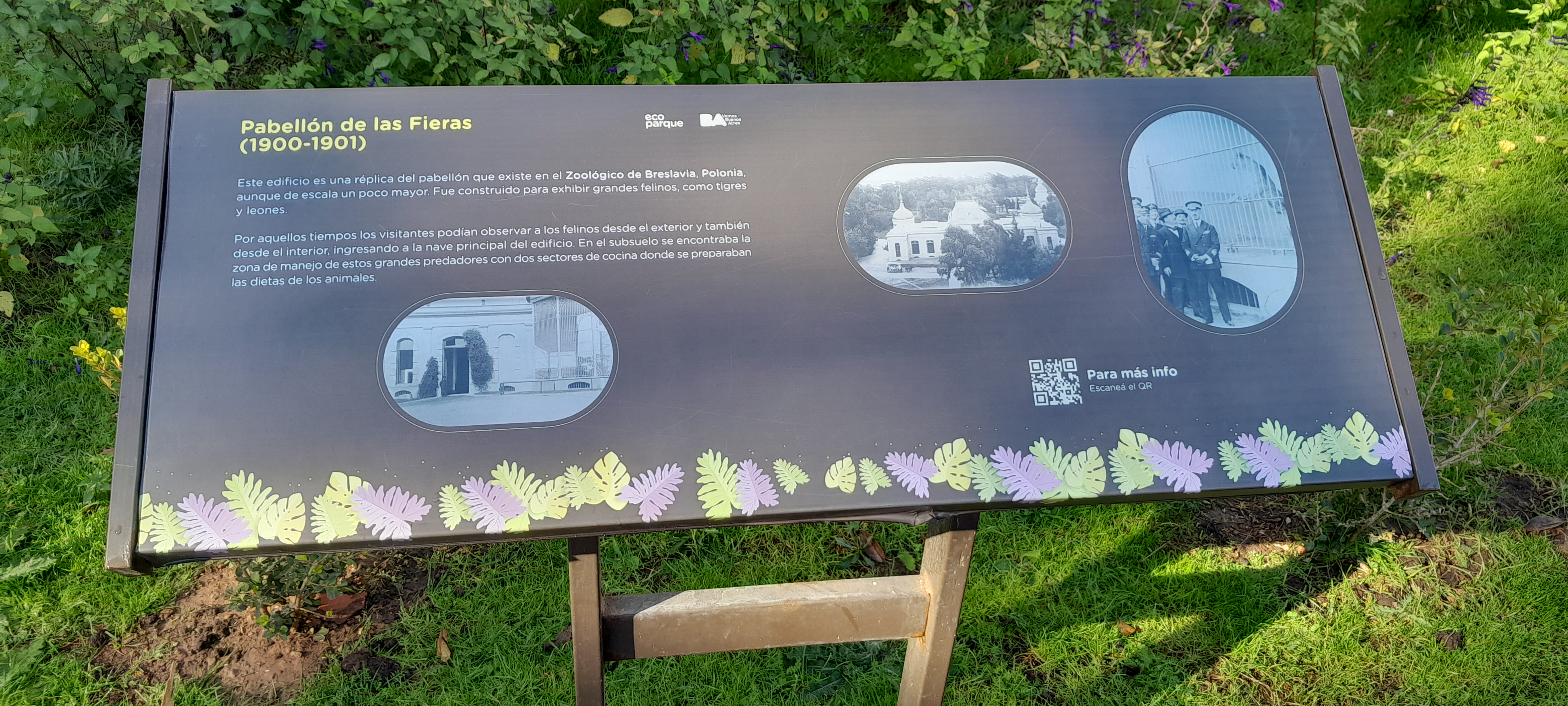
Descripción del pabellón de las fieras

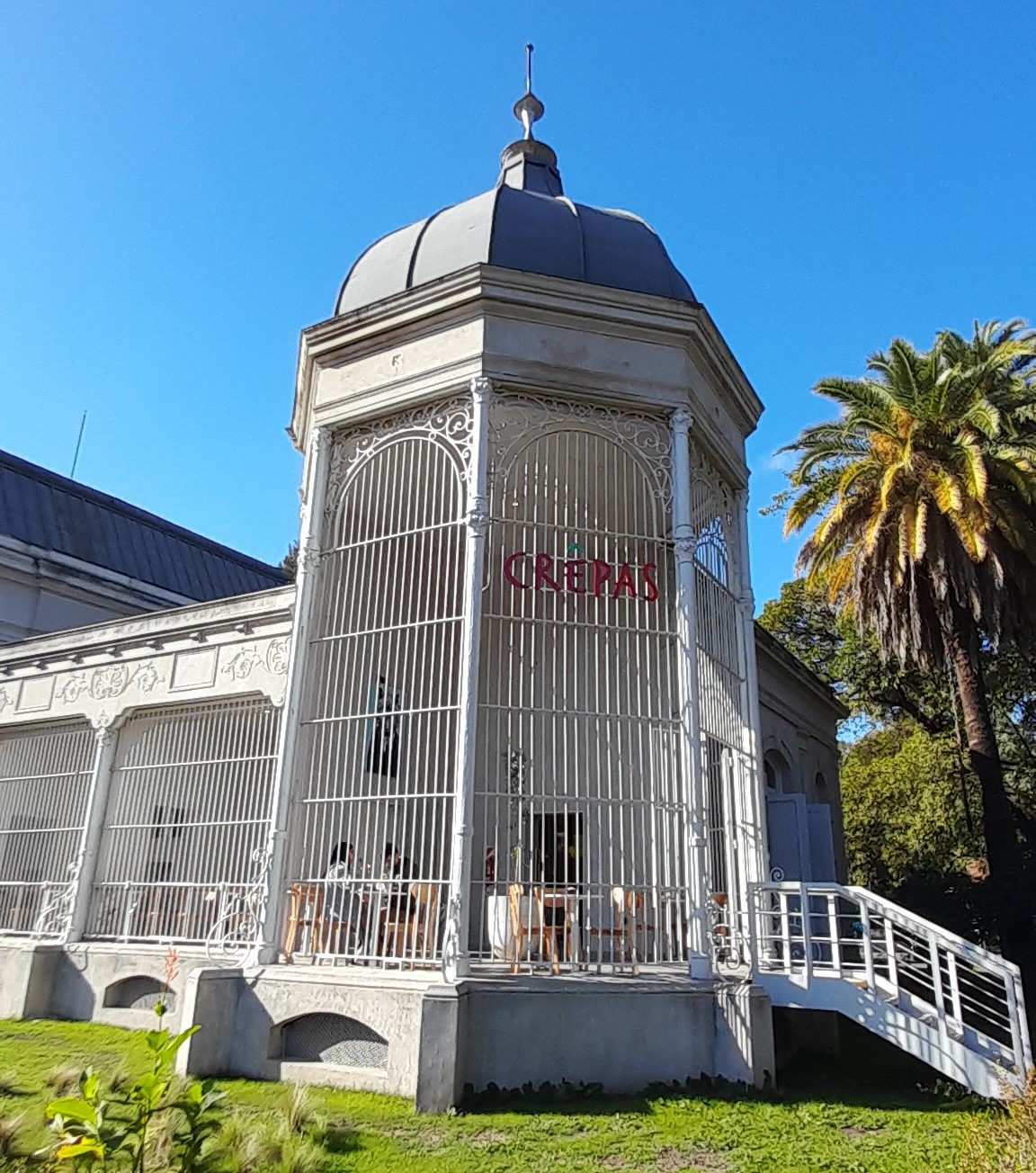
El Pabellón de las Fieras en el actual Ecoparque.

Holmberg entregó en 1889 un proyecto a la intendencia para albergar a los grandes felinos que no hacía una referencia arquitectónica al lugar de origen de los animales. Era un pabellón de "aspecto grandioso" en forma anular de 150 metros de circunferencia, compuesto por 12 locales y una gran cúpula de vidrio en el centro para que actuara como invernadero. Para la fachada proponía que en la parte superior hubiera una galería sostenida por columnas, ya que por encima de ésta dominaría la cúpula y la entrada sería un "pórtico de estilo" con un tímpano en el remate. Pero el diseño fue rechazado por sus costos de construcción.
Finalmente se optó por un edificio ecléctico inspirado en los palacios renacentistas, réplica a mayor escala (tiene 1300 metros cuadrados) del pabellón del zoológico de Breslavia (Polonia). Fue inaugurado en 1900 y conocido como Casa de los Leones, Pabellón de las Fieras o Pabellón de los Felinos.

## Obras de arte y monumentos
En el zoológico se encuentran las esculturas:
- Pescadores pescados (de 1892, por Aniceto Marinas y García);
- El cocodrilo y su presa;
- Fuente Diana Cazadora (réplica de una estatua del Siglo XI o II que se encuentra en el Museo del Louvre);
- Niña con flores (réplica del original de Antonio Canova);
- La ninfa y la cabra (réplica del original de Pierre Julien);
- Baco (reproducción del original de Charles H. Veeck);
- Venus (réplica del original atribuido a Alejandro de Antioquía);
- El eco (1906, Lola Mora);
- Busto de Domingo Faustino Sarmiento (1907, J. Brodsky);
- Reloj solar (1917, Jorge María Lubary);
- Fuente Mono Caí (1926, Juan Passani);
- Monumento a Clemente Onelli (1928, Juan Carlos Oliva Navarro);
- Busto de Florentino Ameghino (1937, Alejandro Perekrest);
- Busto de Guillermo Hudson (1962, Ángel M. De Rosa);
- Busto de Juan Manuel de Rosas (1990, Amado Erasmo Armas);
- Yaguareté (réplica de 2003 del original de 1938 de Emilio Sarniguet) y
- Monumento a Eduardo Ladislao Holmberg (2007, Ester Suaya).

Entre los monumentos están las Ruinas Bizantinas (parte del cual fue comprado por Eduardo Schiaffino en Trieste), la fuente Ara Romana y el Templo de Vesta (réplica del Templo de Hércules Víctor).

## Animales
El zoo contaba, entre otros, con algunas especies destacadas de Argentina y del mundo:
- Elefante asiático
- Elefante africano
- Rinoceronte blanco
- Jirafa
- Hipopótamo anfibio
- Hipopótamo pigmeo

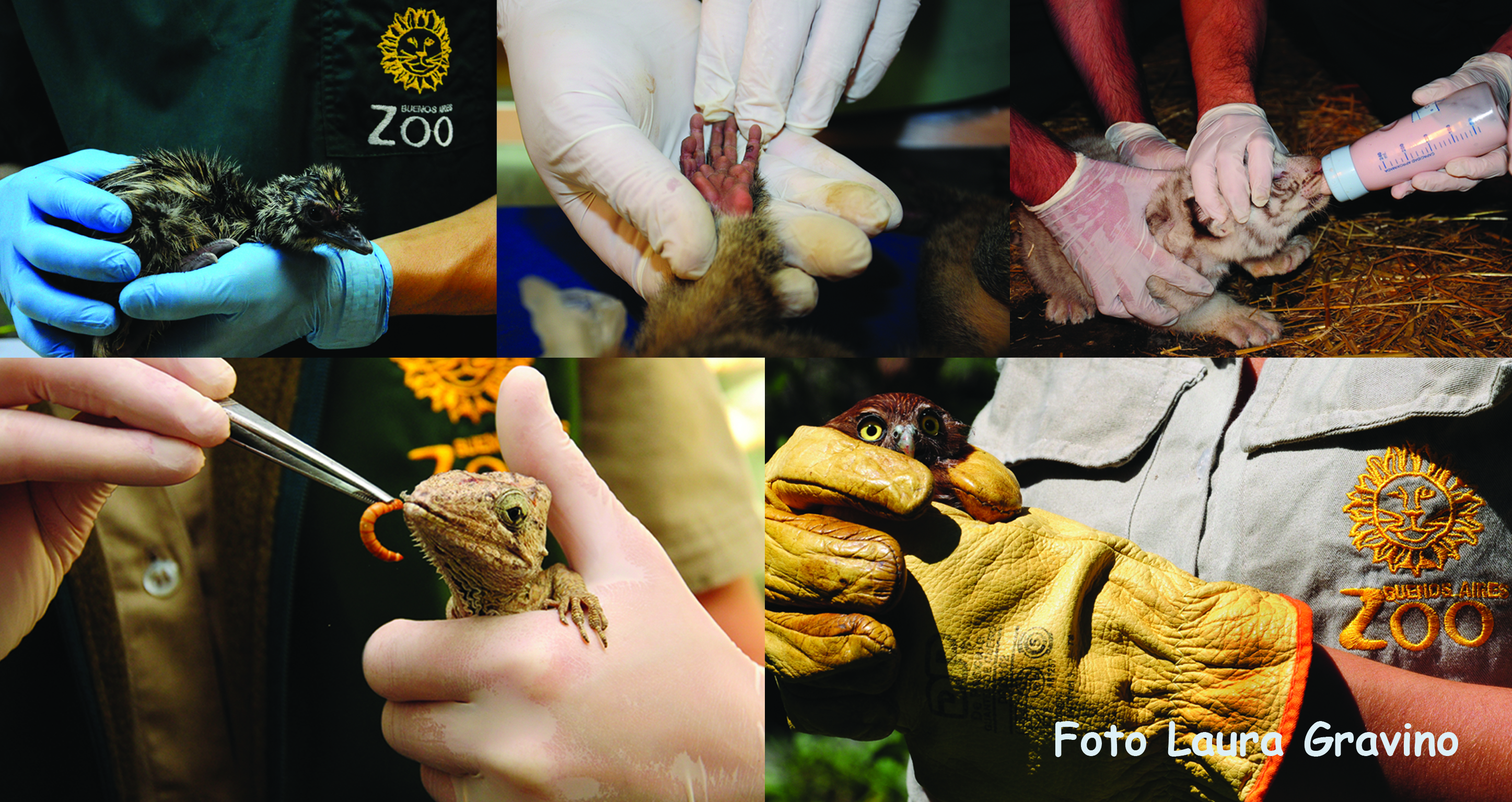
Cuidadores del Zoo de Buenos Aires, alimentando animales.

- Oso sudamericano u Oso de anteojos
- Oso polar
- Oso pardo
- Mara
- Carpincho
- Hiena rayada
- Bisonte americano
- Avestruz
- Cebras
- Panda colorado
- Camello Bactriano
- Peces
- Pingüinos
- Lobos Marinos
- Leopardo de las nieves
- León
- León blanco
- Pirañas
- Focas
- Serpientes
- Guacamayos Verdes, Rojos y Azules
- Pericos
- Monos Patas
- Papiones
- Lémures
- Mandriles
- Orangután (Sandra)
- Chimpancé
- Llama
- Tapir americano
- Yaguareté
- Aguará guazú
- Oso hormiguero

## Proyectos de conservación
Conservación del cóndor andino: el biólogo Luis Jácome trabajó en un programa de conservación y reproducción de animales en el zoológico de Buenos Aires. En 1991 comenzó el Programa de Conservación del Cóndor Andino (PCCA) y dos años después inició un programa de cría artificial sin contacto humano y logró el primer nacimiento en cautiverio en América del Sur de un pichón de cóndor incubado artificialmente. En 25 años desde 1997, el PCCA liberó en Argentina, Bolivia, Chile, Colombia y Venezuela 219 cóndores rescatados o nacidos en cautiverio. Jácome recibió en 1996 el Premios Rolex a la Iniciativa.
Conservación y rescate de aves rapaces: la Reserva Ecológica Costanera Sur y el zoológico firmaron en 2011 un convenio para el rescate, rehabilitación y reintroducción de aves silvestres, para apoyar las acciones del Programa de Conservación y Rescate de Aves Rapaces (PCRAR, fundado en 2000), que también incluye el Proyecto Águila Coronada. Luego se agregaron otras especies y se creó el Centro de Rescate de Fauna Silvestre (CRFS), que hasta 2015 había trabajado con 1751 ejemplares y había recibido 361 aves.
Investigación y conservación de tortugas marinas: en 2003 se inició el proyecto para rescatar, rehabilitar y devolver al mar tortugas verde, cabezona, laúd y carey heridas o enfermas, a cargo de Diego Alejandro Albareda. El Acuario del Jardín Zoológico se unió al Programa Regional de Investigación y Conservación de Tortugas Marinas de Argentina (PRICTMA) 
Proyecto Aguará Guazú: desde 1999 se realizó un proyecto para el estudio del comportamiento social y reproductivo del aguará guazú para lograr su reproducción en cautiverio, en un trabajo con otras instituciones y ONG con la finalidad de mejorar el estatus de conservación de la especie. El zoológico fue parte del Grupo Argentino Aguará Guazú.
Rescate y rehabilitación de lobos marinos: desde 1999, el zoológico coordinó el Programa de Rescate y Rehabilitación de Pinnípedos en el Río de la Plata, que hasta 2014 había liberado 97 ejemplares de lobos marinos en aguas de Mar del Plata.
Proyecto ARCA: a mediados de la década de 1990 inició sus actividades el Proyecto de Asistencia a la Reproducción y Conservación Animal (ARCA), liderado por el biólogo Luis Jácome. El objetivo de este primer banco de material genético (espermatozoides, óvulos, embriones y tejido) del país es conservar en frío (a 195,8 grados centígrados bajo cero) material genético de especies animales en peligro de extinción, para reintroducirlas por medio de asistencia reproductiva en la naturaleza una vez que se hayan extinguido. Algunas de las 5.000 muestras de material genético que había en 2013, pertenecientes a 313 ejemplares de 68 especies, pertenecen al venado de las pampas, el oso de anteojos, el yaguareté, el ciervo dama, el muflón, el mono caí, el gato montés y el ciervo del Padre David.

## Galería de imágenes

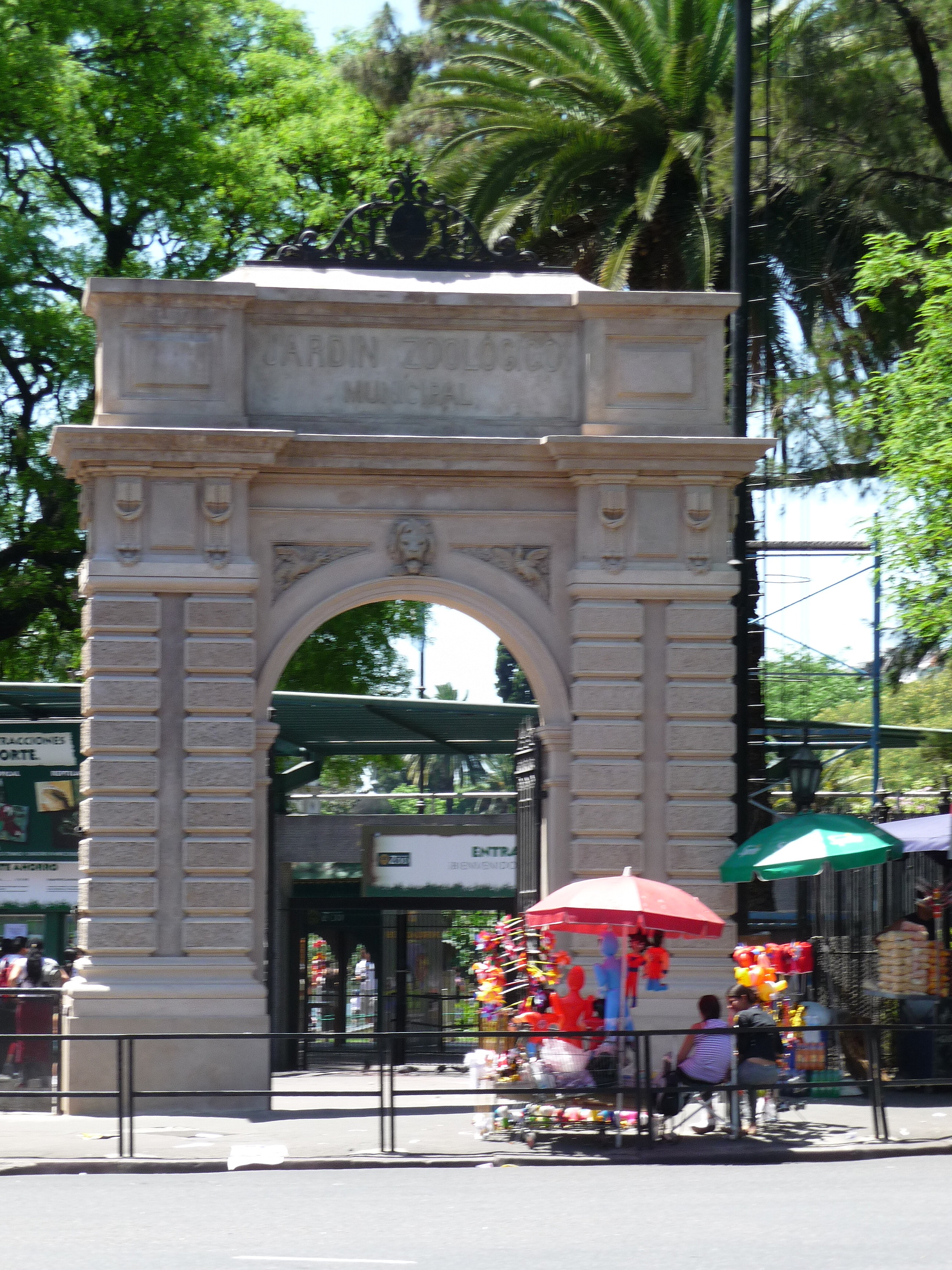
Arco del Triunfo en la entrada por Av. Las Heras (1888).
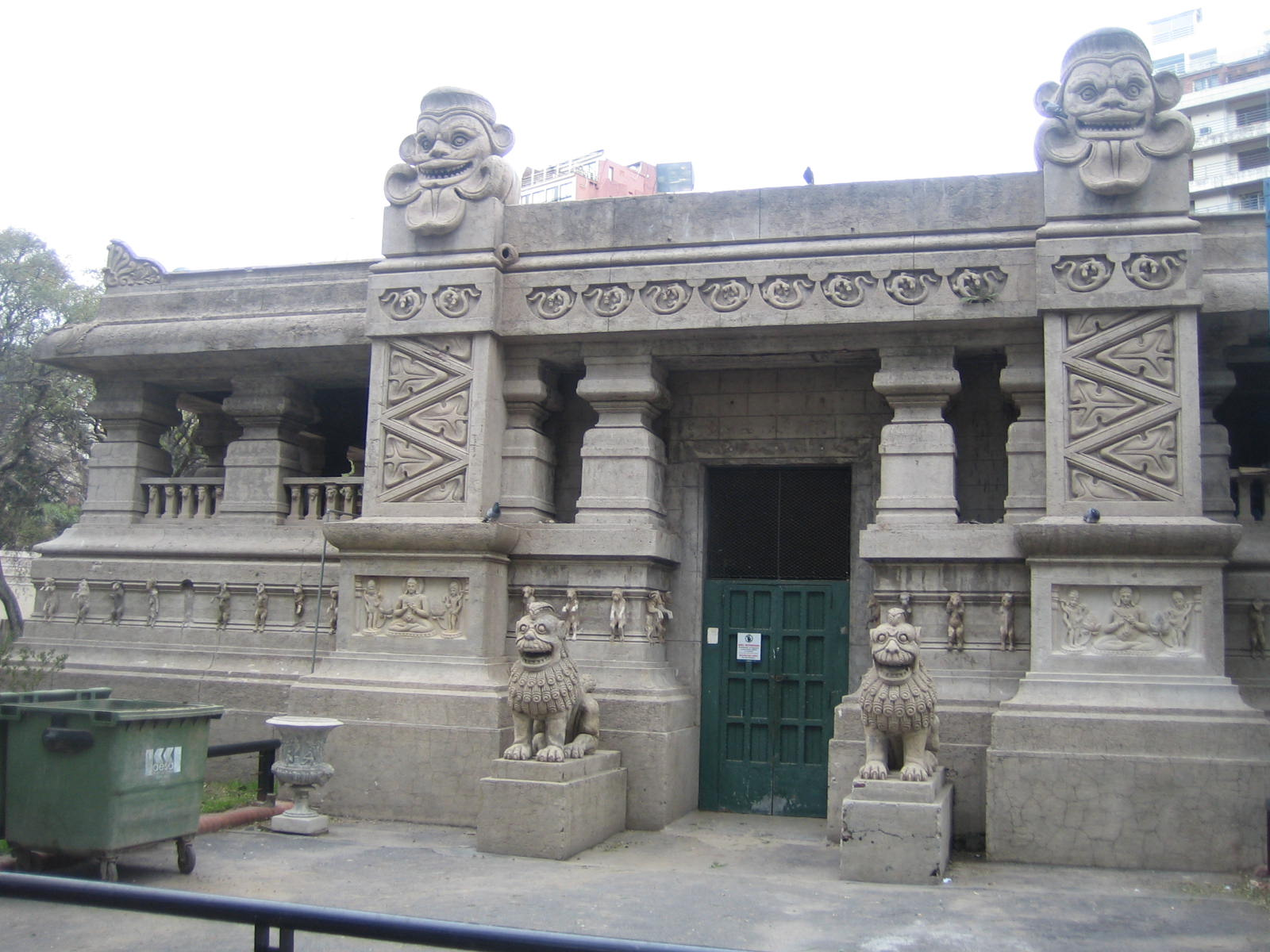
Templo Hindú para las Llamas y Vicuñas (1903).
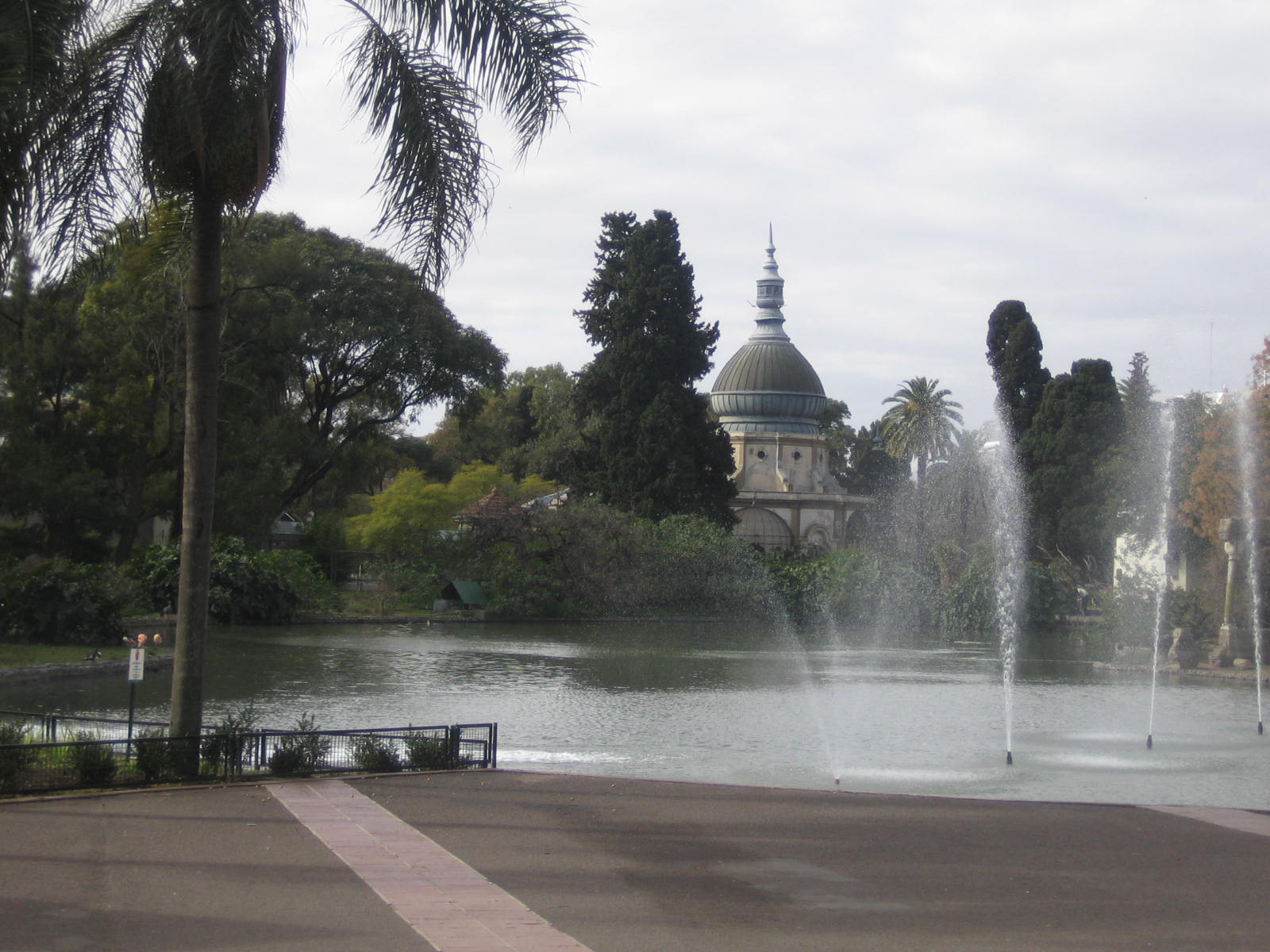
Lago próximo a la entrada del zoológico por la Avenida Gral. las Heras.
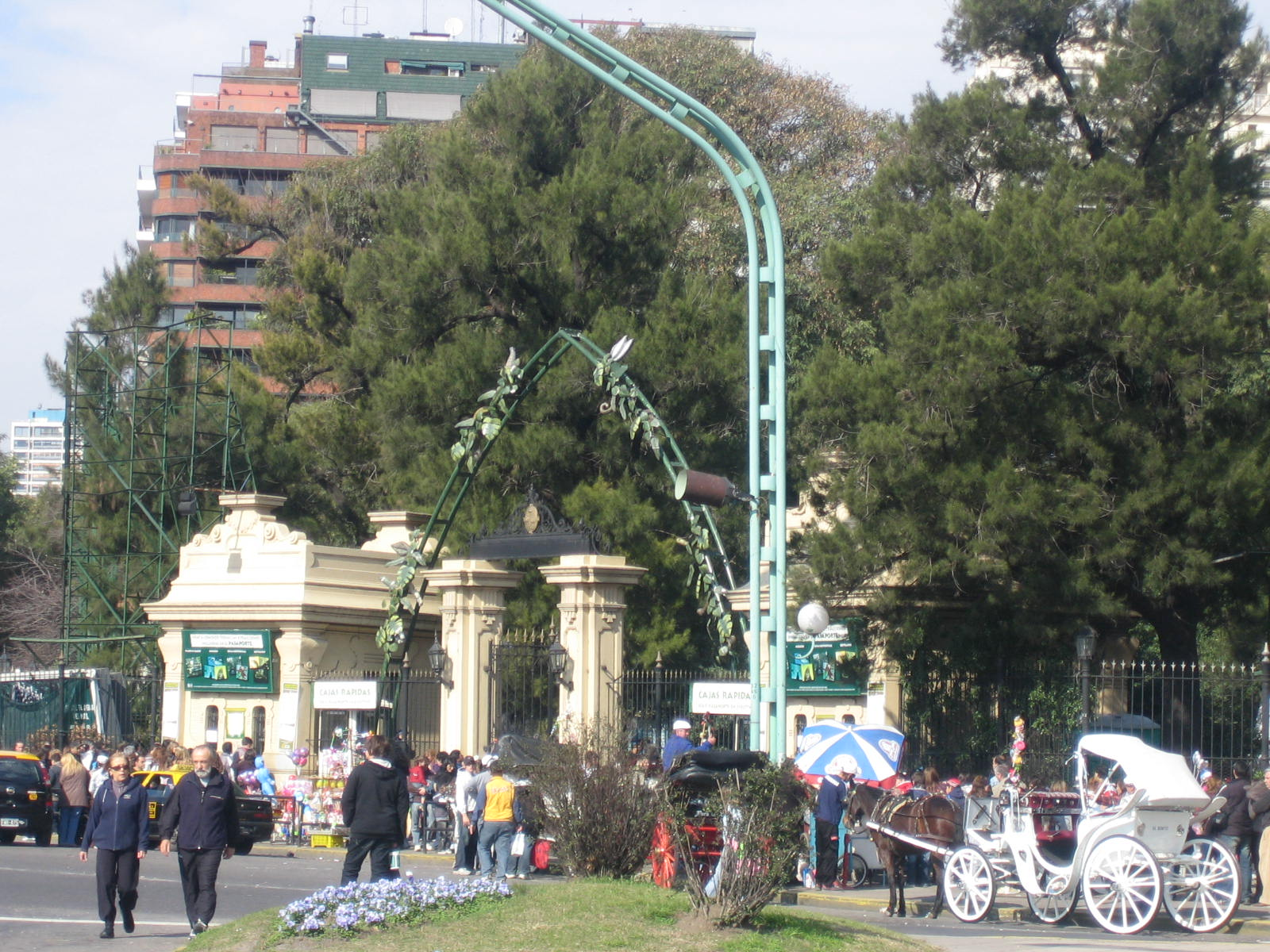
Entrada en la esquina de la Av. Sarmiento con la Av. del Libertador.
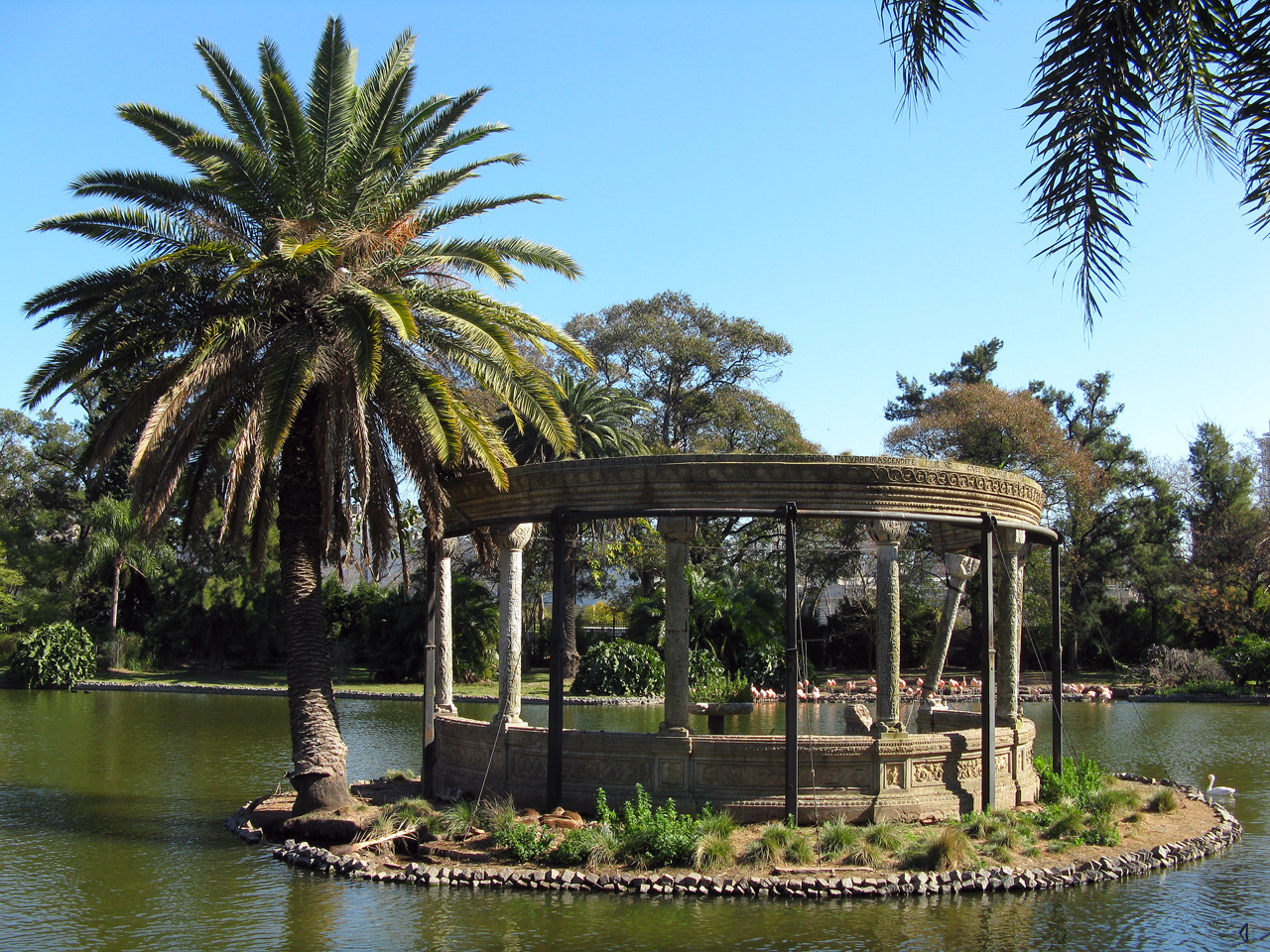
Ruinas bizantinas traídas de Trieste por Eduardo Schiaffino.
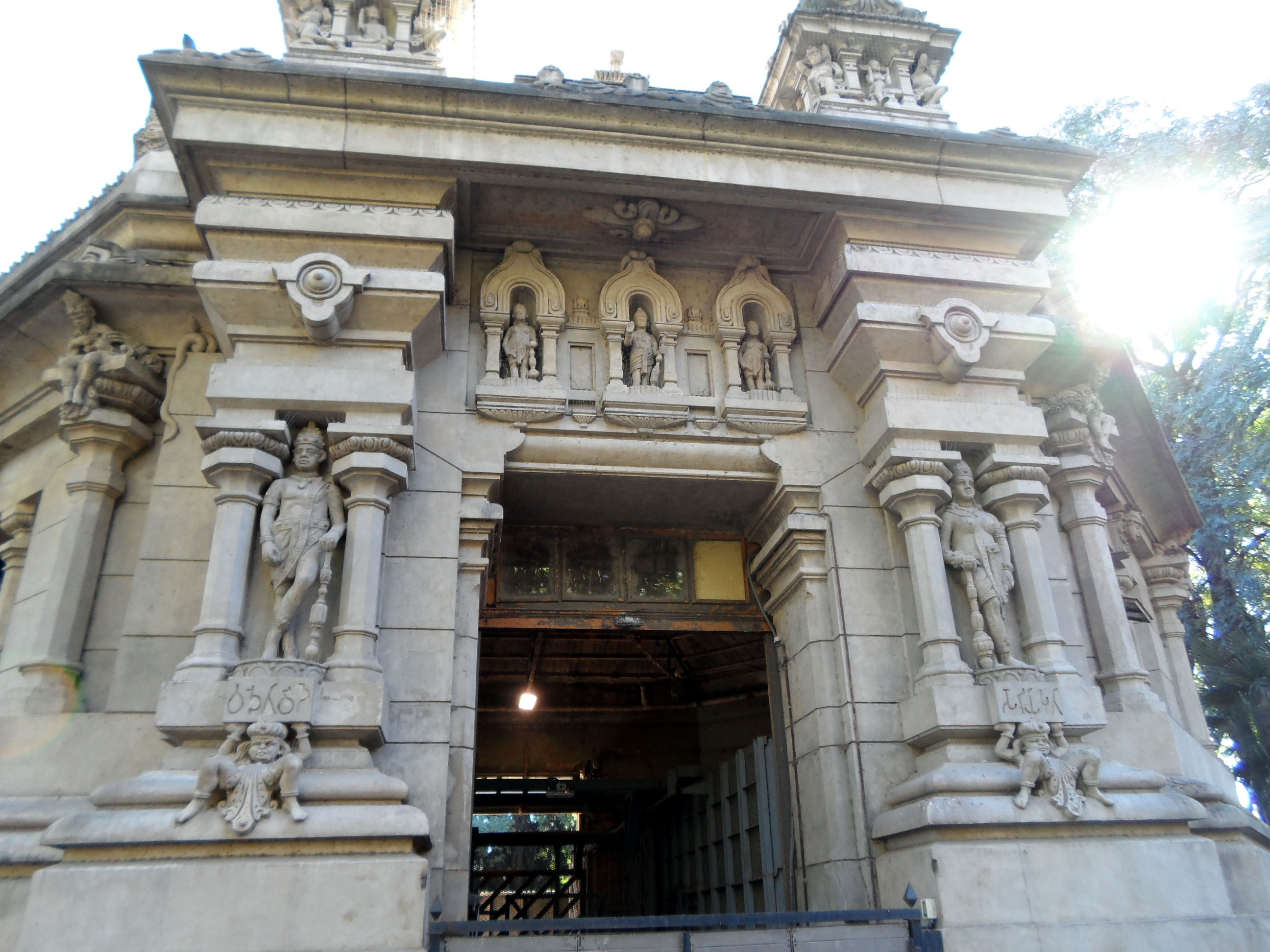
Palacio de los Elefantes.
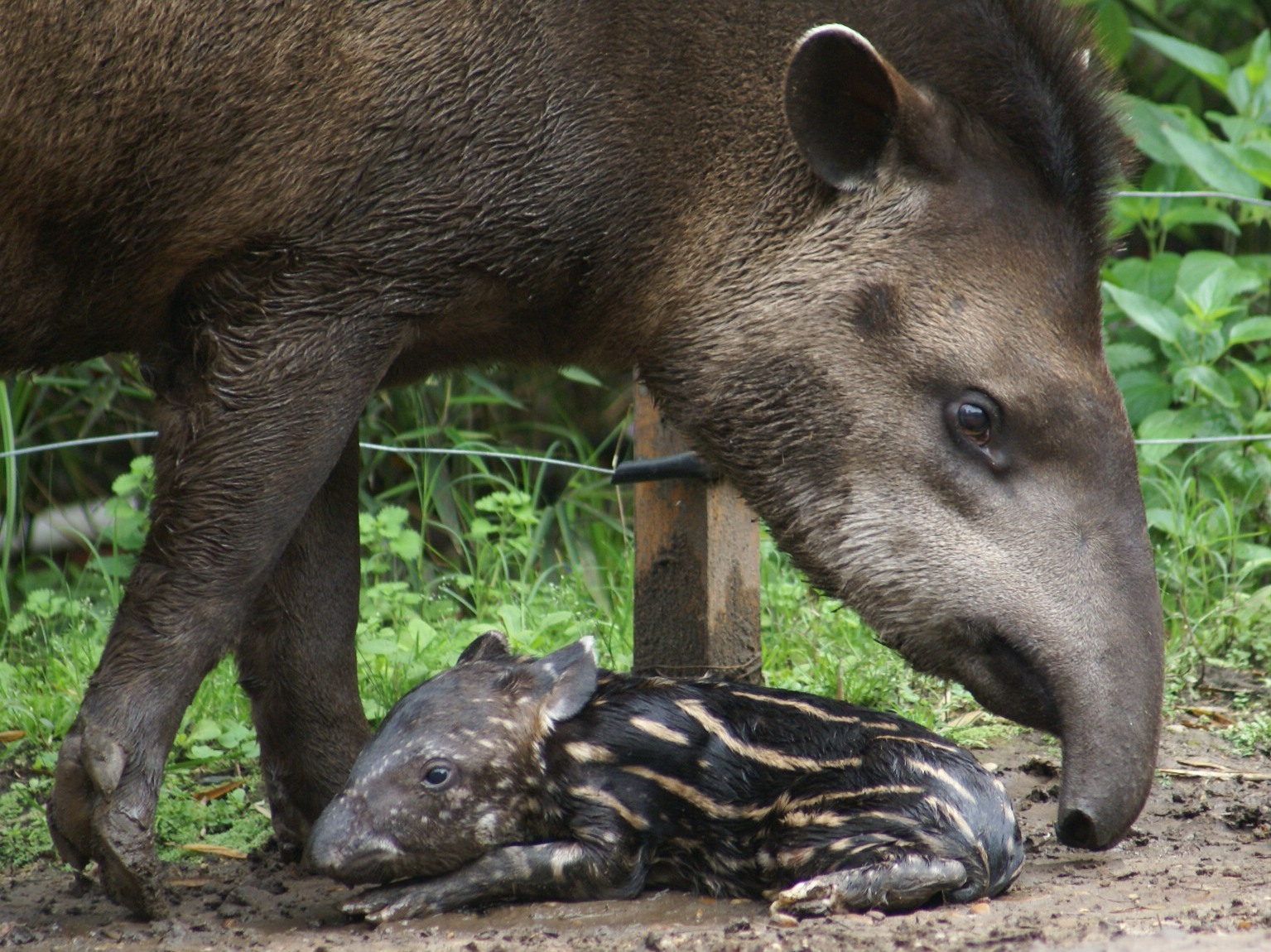
Tapir americano con su cría en el Zoo Buenos Aires